# Dream On, Dreamer
Dream On, Dreamer — австралійський альтернативний металкор-гурт із чотирьох учасників із Мельбурна, Вікторія, створений у 2009 році.
Гурт випустив два мініальбоми та п'ять альбомів. Перший мініальбом «Set Sail, Armada» був випущений 3 липня 2009 року. Майже через рік Dream On, Dreamer опублікували другий EP під назвою Hope на Boomtown і Triple Vision Records. Після підписання контракту з Rise Records і UNFD гурт випустив дебютний альбом Heartbound у серпні 2011 року. Він досяг австралійського чарту альбомів і був номінований на нагороду «Найкращий хард-рок або хеві-метал альбом» ARIA. Другий альбом Loveless вийшов у 2013 році. Третій альбом, Songs of Soulitude, вийшов 13 листопада 2015 року як незалежний реліз і досяг 26 місця в австралійському чарті альбомів.
Гурт кілька разів гастролював Північною Америкою, Європою, Японією та Австралією та грав на фестивалі Soundwave у 2012 та 2014 роках. Вони поділяли сцени з Colour Morale, Pierce the Veil, Memphis May Fire, Deez Nuts, Avenged Sevenfold, Confide, A Day to Remember і Silverstein тощо.
9 лютого 2020 року учасники Dream On, Dreamer оголосили, що їхні шляхи розійшлись після одинадцяти років спільного життя, посилаючись на необхідність зосередитися на своєму особистому житті.

## Історія

### 2009—2010: Заснування
Dream On, Dreamer був створений у Мельбурні, штат Вікторія, у 2009 році вокалістом Марселем Гадачем, гітаристом Калланом Орром, барабанщиком Аароном Фіоккою, басистом і чистим вокалістом Майклом Маклеодом і клавішником Даніелем Юнгвіртом.
Dream On, Dreamer випустили свій дебютний мініальбом Set Sail, Armada 3 липня 2009 року. Їхній другий EP, Hope, вийшов майже через рік на лейблі Boomtown Records. У вересні 2010 року гурт грав на розігріві у Pierce the Veil в Австралії та Новій Зеландії.

### 2011—2012:Heartbound
Після підписання контракту з Rise Records і UNFD, Dream On, Dreamer випустили дебютний альбом Heartbound 21 серпня 2011 року. Його спродюсував Камерон Мізелл, який раніше працював з такими гуртами, як This Romantic Tragedy, Sleeping with Sirens і A Skylit Drive. Альбом посів 38 позицію в австралійському чарті альбомів і був номінований на премію ARIA як найкращий хард-рок або хеві-метал альбом.
У липні 2011 року гурт запросили приєднатися до туру Avenged Sevenfold Welcome to the Family Tour в Австралії, замінивши Sevendust, який скасував тур за кілька тижнів до початку туру. У жовтні 2011 року гурт гастролював з We Came as Romans і Devil Wears Prada під час австралійського туру Dead Throne. У Новій Зеландії гурти гастролювали разом із Saving Grace. Гурт також виступав разом із Memphis May Fire та Color Morale у Бельгії, Німеччині, Франції, Великобританії, Австрії, Італії та Нідерландах.
У січні та лютому 2012 року Dream On, Dreamer гастролювали по Сполучених Штатах на підтримку Attack Attack!, Sleeping with Sirens, the Ghost Inside і Chunk! No, Captain Chunk!. Потім вони вперше вирушили до Японії з We Came As Romans і Crossfaith, а наприкінці лютого зіграли на фестивалі Scream Out в Осаці. На початку березня гурт вперше виступив на фестивалі Australian Soundwave Festival, виконавши два сайд-шоу з Underoath. У серпні та вересні 2012 року Dream On, Dreamer розпочали тур Homebound Tour із In Hearts Wake, Like Moths to Flames і Hand of Mercy як супроводжувальні гурти.
Heartbound було перевидано як «турне видання», яке включало додаткові пісні та документальний DVD. У листопаді Маклеод оголосив, що в кінці року виходить з гурту через те, що став батьком. У листопаді та грудні 2012 року Dream On, Dreamer були частиною Mayhem Tour. Це був останній тур Маклеода як басиста та чистого вокаліста. Гурт розділив сцену з In Fear and Faith, Make Them Suffer і Savior, після чого Даніель Юнгвірт замінив Маклеода на басі.

### 2013:Loveless
На початку 2013 року до Dream On, Dreamer на посаду ритм-гітаримта та чистого вокаліста приєднався Закарі Брітт з the Dream, the Chase. У березні та квітні того ж року гурт відіграв другий європейський тур на підтримку Abandon All Ships, No Bragging Rights і For the Fallen Dreams. Їхній другий альбом під назвою Loveless був випущений 28 червня 2013 року через UNFD, досягнувши 29 місця в чартах альбомів ARIA протягом тижня. Між 12 і 18 липня 2013 року гурт підтримував A Day to Remember і the Devil Wears Prada в Австралії. У вересні вони вдруге виступили в Японії. У барабанщика Аарона Фіокки виявили рак, і гурту довелося відіграти кілька концертів без нього.
Наприкінці жовтня 2013 року Dream On, Dreamer здійснили гастролі по Австралії під час туру Loveless Tour за підтримки A Skylit Drive, No Bragging Rights і Hellions. Разом з Palisades вони грали на розігріві у Silverstein під час їхнього європейського туру наприкінці 2013 року.

### 2014—2019:Songs of Soulitude,It Comes and Goes
У середині січня 2014 року Dream On, Dreamer заявили, що працюють над новими піснями для свого третього альбому Songs of Soulitude, який вийшов у 2015 році. У лютому та березні вони знову грали на фестивалі Soundwave. У квітні 2014 року гурт оголосив про розлучення з Даніелем Юнгвіртом і незабаром замінив його колишнім гітаристом House vs. Hurricane Крісом Шоу.
Між 4 і 15 червня 2014 року гурт гастролював по Австралії разом з Being as an Ocean на підтримку In Hearts Wake під час їхнього туру Earthwalker Tour.
8 серпня 2014 року Dream On, Dreamer випустили нову пісню під назвою «Darkness Brought Me Here». 15 червня 2015 року вийшла пісня «Don't Lose Your Heart».
Згодом гурт розпочав тур «It Comes and Goes» на підтримку свого майбутнього однойменного альбому, який вийшов 25 травня 2018 року.

### 2020—2022:What If I Told You It Doesn't Get Better, розпад
10 квітня 2020 року Dream On, Dreamer випустили свій останній альбом What If I Tod You It Doesn't Better, який вони оголосили в лютому в Twitter. 22 березня 2020 року вони оголосили, що відкладають свій прощальний тур через пандемію COVID-19.

## Музичний стиль
Британський журнал Rock Sound описав дебютний альбом гурту як «закорінений у металкорі, але сповнений великої маси ідей, народжених із складних аранжувань, використання мелодії та електроніки».
У другому альбомі Loveless звучання гурту було описано як більш мелодійне, ніж їхні попередні роботи. Однією з причин цієї зміни було те, що Даніель Юнгвірт змінив інструменти з клавішних на бас-гітару, а електронні пасажі в альбомі були аранжовані з бектрекінгом. У порівнянні зі своїм дебютним альбомом Dream On, Dreamer використовували менше електронних семплів у Loveless.
Усі тексти до пісень гурту написав вокаліст Марсель Гадач.

## Учасники гурту
| Остаточний склад - Марсель Гадач — екстрім-вокал (2008—2022), чистий вокал (2014—2022), drums (2018—2022) - Каллан Орр — соло-гітара (2008—2022), бек-вокал (2013—2022) - Закарі Бріт — ритм-гітара, чистий вокал, фортепіано, клавішні (2013—2022) - Кріс Шоу — бас (2014—2022) | Колишні учасники - Майкл «Мак-Кой» Мак-Лауд — бас, чистий вокал (2008—2012) - Люк Доміч — ритм-гітара (2008—2013) - Деніел «Дідж» Юнгвірт — клавішні, синтезатори, фортепіано, семплінг (2008—2013); бас (2012—2014) - Аарон Фочча — барабани (2008—2015) - Ділан Койпер — барабани (2015—2018) |

Шкала

## Дискографія

### Альбоми
| Рік  | Подробиці | Пікові позиції у чартах |
| Рік  | Подробиці | Австралія               |
| ---- | --- | ----------------------- |
| 2011 | Heartbound - Дата випуску: 21 серпня 2011 - Лейбл: Rise, UNFD - Формати: CD, завантаження                                 | 39                      |
| 2013 | Loveless - Дата випуску: 28 червня 2013 - Лейбл: UNFD - Формати: CD, завантаження                                         | 28                      |
| 2015 | Songs of Soulitude - Дата випуску: 13 листопада 2015 - Лейбл: Незалежний - Формати: CD, завантаження                      | 29                      |
| 2018 | It Comes and Goes - Дата випуску: 25 травня 2018 - Лейбл: Незалежний - Формати: CD, завантаження                          | 34                      |
| 2020 | What If I Told You It Doesn't Get Better - Дата випуску: 10 квітня 2020 р - Лейбл: Незалежний - Формати: CD, завантаження | 29                      |

### ЕР
| Рік  | Деталі EP                                                                                          |
| ---- | -------------------------------------------------------------------------------------------------- |
| 2009 | Sails Set, Armada - Випущено: 3 липня 2009 р - Лейбл: самовипущений - Формат: Завантаження музики  |
| 2010 | Hope - Випущено: 4 липня 2010 р - Лейбл: Boomtown, Triple Vision - Формат: CD, завантаження музики |

## Нагороди та номінації

### ARIA Music Awards
Музичні нагороди ARIA — це набір щорічних церемоній, що проводяться Австралійською асоціацією компаній звукозапису (ARIA), які відзначають досконалість, інновації та досягнення в усіх жанрах музики Австралії. Вони почали роботу в 1987 році.
| Рік  | Номіновано | Нагорода                                                        | Результат | Посилання |
| ---- | ---------- | --------------------------------------------------------------- | --------- | --------- |
| 2011 | Heartbound | Премія ARIA за найкращий альбом у жанрі хард-рок або хеві-метал | Номінація | [ 24 ]    |

### Music Victoria Awards
Music Victoria Awards — це щорічний вечір нагородження вікторіанської музики. Вони почали роботу в 2006 році.
| Рік  | Номіновано        | Нагорода                | Результат | Посилання     |
| ---- | ----------------- | ----------------------- | --------- | ------------- |
| 2018 | It Comes and Goes | Найкращий важкий альбом | Номінація | [ 25 ] [ 26 ] |